# میدان آتشفشانی چیکویمولا
میدان آتشفشانی چیکویمولا (به اسپانیایی: Chiquimula Volcanic Field) یک کوه در گواتمالا است که در بخش چیکویمولا واقع شده‌است. میدان آتشفشانی چیکویمولا ۱٬۱۹۲ متر بالاتر از سطح دریا واقع شده‌است.